# Kazimiera Mamakowa
Kazimiera Mamakowa /wł. Kazimiera Mamak z domu Podkomorzy/ (ur. 9 marca 1930 w Starym Sączu, zm. 31 lipca 2014 w Krakowie) – polska paleobotanik, profesor doktor habilitowana.

## Praca naukowa
Po ukończeniu szkoły podstawowej uczyła się na tajnych kompletach organizowanych przez nauczycieli krakowskiego gimnazjum im. Władysława Orkana. W 1949 rozpoczęła studia na Wydziale Matematycznym i Nauk Przyrodniczych Uniwersytetu Jagiellońskiego, w 1954 obroniła pod kierunkiem prof. Jadwigi Dyakowskiej pracę magisterską pt. "Analiza pylenia torfowisk wysokich na terenie Podbukowiny, w okolicach Dubiecka". Następnie rozpoczęła pracę naukową w Departamencie Ochrony Przyrody Polskiej Akademii Nauk, trzy miesiące później została przeniesiona na stanowisko asystenta, a następnie starszego asystenta w Wydziale Paleobotaniki Instytutu Botaniki Polskiej Akademii Nauk w Krakowie. Od 1955 do 1960 prowadziła badania nad analizą rodzajów pylenia torfowisk wysokich w Kotlinie Sandomierskiej, przeprowadziła również analizę makro skamielin roślinnych na tym obszarze. Efektem tych badań było opracowanie "Roślinność Kotliny Sandomierskiej w epoce późnego zlodowacenia i holocenu". W tym samym czasie napisała dysertację doktorską pod kierunkiem prof. Władysława Szafera, tytuł doktora uzyskała w 1963. Obszerne dane pozwoliły na rekonstrukcję historii roślinności w Kotlinie Sandomierskiej i Pogórzu Przemyskim w epokach późnego zlodowacenia i holocenu. Znalazła wówczas ślady prehistorycznego osadnictwa ludzkiego na badanym obszarze. Po uzyskaniu tytułu doktora otrzymała czteromiesięczne stypendium w Laboratorium Paleobotanicznym przy Muzeum Botanicznym w Bergen w Norwegii, gdzie zetknęła się ze światowej sławy specjalistą w dziedzinie czwartorzędu i geografii roślin, paleobotanikiem profesorem Knutem Faegri, który jest autorem fundamentalnych prac dotyczących badań nad pyłkami roślin. Podczas pobytu w Norwegii prowadziła prace badawcze nad zachowanymi śladami roślinności z epoki wczesnego holocenu na wyspie Lille Bukken w Lerøy koło Hordalandu, badania te miały ogromne znaczenie podczas próbą ponownego zalesienia wyspy. Po powrocie do Krakowa kontynuowała procesy badawcze nad materiałami z Lerøy, wyniki jej prac zostały opublikowane w Norwegii. Równocześnie rozpoczęła prace nad historią roślinności okolic Krakowa w okresie młodszego dryasu i Atlantyku. Paleobotaniczne dane pokazały wówczas stopień intensywności powodzi wywoływanych przez wody Wisłę. Kazimiera Mamakowa przestawiła to zagadnienie w 1969 podczas kongresu Międzynarodowej Unii Badań Czwartorzędu w Paryżu. W latach 70. XX wieku była zaangażowana w prowadzonym przez prof. Leszka Starkela multidyscyplinarnym projekcie badań nad ewolucją Wisłoki w epoce późnego zlodowacenia i holocenu. Badania były częścią międzynarodowego programu "IGCP Project No. 158 Palaeohydrology of the temperate zone during the last 15 000, Subproject A, fluvial environments". Efektem przeprowadzonych prac było opracowanie "Ewolucja rzeki Wisłoki pod Dębicą w okresie późnego zlodowacenia i holocenu", zawierające obszerny rozdział dotyczący historii roślinności opracowany przez Kazimierę Mamakową. W uznaniu za jej wkład w realizację projektu otrzymała nagrodę Sekretarza Naukowego Polskiej Akademii Nauk. W tym czasie zakres jej zainteresowań objął badania nad florą i roślinnością w epoce plejstocenu z zastosowaniem metod paleobotanicznych dotyczące makroprzetrwalników pyłków roślin. Najważniejszą pracą z tego okresu jest opis badań udokumentowany w dwuczęściowej monografii "Late Middle Polish Glaciation, Eemian and Early Vistulian vegetation at Imbramowice near Wrocław and the pollen stratigraphy of this part of the Pleistocene in Poland". Wnioski zawarte w tej pracy stanowiły podstawę w przedstawionej w 1989 na Uniwersytecie Jagiellońskim przez Kazimierę Mamakową pracy habilitacyjnej. Wyniki szczegółowych badań analitycznych w Imbramowicach posłużyły za punkt wyjściowy do opracowania przez nią stratygrafii pyłków roślinnych podczas interglacjału eemskiego i następującego po nim okresu glajalnego na terenie Polski. Opracowanie to zostało bardzo wysoko ocenione przez Wydział Nauk Biologicznych Polskiej Akademii Nauk. W 1990 objęła etat docenta, a sześć lat później profesora nauk biologicznych. Wyniki przeprowadzonych badań mają wielką wartość dla historycznej geografii roślin, na przykład pochodzące ze zlodowacenia wiślanego (wczesny Vistulian) osady z Karpat ujawniły obecność w nich Larix, Pinus cembra, Pinus sylvestris, które występowały w rejonie Pogórza Jasielskiego podczas całego okresu plenivistulianu. Szczególnie istotne są wyniki badań prowadzonych w Dąbrówce koło Jasła, gdzie znalezione osady z epoki interglacjału eemskiego były pierwszymi znalezionymi na obszarze Podkarpacia. Zakres jej prac obejmował także paleobotaniczne i stratygraficzne zagadnienia z wczesnego i środkowego plejstocenu, przeprowadziła w tym zakresie szeroko zakrojone badania paleobotaniczne osadów w okolicach Przasnysza, które wywołały kontrowersje. Pozwoliły na jednoznaczną klasyfikację pozycji stratygraficznej interglacjału mazowieckiego tzw. holstenianu. Projekt był finansowany przez Komitet Badań Naukowych. Innym terenem badań Kazimiery Mamakowej było Pogórze Karpackie. Podczas badań czwartorzędu nie ograniczała się do stratygrafii i historii roślin, wspólnie z dr. Tatianą Rylovą z Instytutu Geologicznego Narodowej Akademii Nauk Białorusi w Mińsku pracowały nad problemami dotyczącymi dwóch różnych podejść metodologicznych stosowanych przez dwie różne szkoły analizy pyłków roślinnych, szkołę zachodnioeuropejską i wschodnioeuropejską. Współpracowała również z prof. Feliksem Velichkevichem z Instytutu Nauk Geologicznych w Mińsku, wspólnie opracowali serię publikacji dotyczących makroszczątków roślinnych z różnych grup wiekowych plejstocenu, które autorzy podzielili z taksonomicznego punktu widzenia, a które znajdują się w Muzeum Władysława Szafera przy Instytucie Botaniki Polskiej Akademii Nauk w Krakowie. Badaniom podlegały makroszczątki trzydziestu jeden roślin uzyskanych z różnych miejsc. W latach 1993–1996 uczestniczyła w międzynarodowym projekcie "Climate changes in Europe during the last two climatic cycles with emphasis on temperate post optimum evolution and entering into glaciation", którego sponsorem była Komisja Unii Europejskiej. Kazimiera Mamakowa zorganizowała i kierowała Polską Palinologiczną Bazą Pyłku z ery plejstocenu, która zawiera dane dotycząca makroszczątków roślinnych, a jej część jest dostępna w internecie.
Jej mąż Jerzy Mamak był autorem większości ilustracji zamieszczanych w jej pracach. 31 grudnia 2000 przeszła na emeryturę.

## Dorobek naukowy
Dorobek naukowy obejmuje pięćdziesiąt dziewięć prac naukowych opartych na własnych procesach badawczych, w tym jedna praca jest monografią. Integralną część dorobku stanowi ponad 20 opracowań paleobotanicznych, szczegółowa mapa geologiczna Polski, ponad sześćdziesiąt raportów o istotnym znaczeniu stratygraficznym i geomorfologicznym. Kazimiera Mamakowa dzieliła się swoją rozległą wiedzą z naukowcami z Polski i innych krajów, do grona jej uczniów należy wielu paleobotaników specjalizujących się w czwartorzędzie. Odwiedziła ośrodki naukowe badające epokę czwartorzędu w Norwegii, Danii, Szwecji, dawnej Czechosłowacji oraz na Białorusi, uczestniczyła w międzynarodowych m.in. we Francji, Wielkiej Brytanii, Holandii, na Litwie oraz w Niemczech, wygłosiła na nich ponad 50 odczytów. Od 1955 była członkiem Polskiego Towarzystwa Botanicznego, należała również do Komisji Paleogeografii Czwartorzędu Polskiej Akademii Nauk, gdzie w 1980 oraz w latach 1987-1990 pełniła funkcję wiceprezesa. Od 1993 do 1998 zasiadała w Międzynarodowym Komitecie i Unii Badań nad Czwartorzędem. Stale współpracowała z czasopismem Acta Palaeobotanica, od 1987 do 1994 zasiadała w komitecie redakcyjnym Folia Quaternaria.

## Odznaczenia
W uznaniu zasług dla rozwoju nauki polskiej oraz dorobku naukowego Kazimiera Mamakowa została wyróżniona:
- Nagrodą Sekretarza Naukowego PAN;
- Nagrodą Sekretarza Wydziału Nauk Biologicznych PAN,
- Medalem 100-lecia urodzin Władysława Szafera;
- Dyplomem-Medalem 25-lecia PAN.